# Fentonia baibarana
Fentonia baibarana är en fjärilsart som beskrevs av Matsumura 1929. Fentonia baibarana ingår i släktet Fentonia och familjen tandspinnare. Inga underarter finns listade i Catalogue of Life.